# Fictions (álbum de Los Vidrios Quebrados)
Fictions es un álbum del grupo de rock chileno Los Vidrios Quebrados, lanzado en 1967. Fue reeditado en 2001 por los sellos Arci y Warner Music.
En el álbum, que posee influencias de The Rolling Stones, The Byrds y The Dave Clark Five, se habla de diversas temáticas, como la homosexualidad del escritor Oscar Wilde, la cual es defendida en el tema homónimo; la religión, en "Como Jesucristo usó el suyo"; y el despertar de la juventud de cara a los años 70, en "Se oyen los pasos". Dado esto, el álbum generó controversia en la sociedad chilena de aquel entonces.
En abril de 2008, la edición chilena de la revista Rolling Stone situó a este álbum como el 14º mejor disco chileno de todos los tiempos.

## Lista de canciones
1. "Oscar Wilde" - 2:04
2. "Time is out of question" - 2:05
3. "Inside your eyes" - 3:59
4. "Of life and guidance" - 2:04
5. "Miss L.O'B. spring" - 2:34
6. "Fictions" - 3:05
7. "Concert in A minor, opus 3" - 2:52
8. "Introduction to life as told by uncle John" - 2:25
9. "Words and words and words and..." - 2:04
10. "Both sides of love" - 1:36
11. "We can hear the steps" - 1:52
12. "As Jesus wore his own" - 3:01